# Leo van Splunder
Leendert Antonie (Leo) van Splunder (Zevenbergen, 1 december 1924 – Middelburg, 16 januari 2005) was een Nederlands burgemeester.

## Carrière
Hij had als ambtenaar gewerkt op Schouwen-Duiveland bij de gemeenten Nieuwerkerk, Zonnemaire en Oosterland voor hij in 1952 naar Walcheren vertrok om de gemeentesecretaris te worden van Koudekerke. Naast zijn werk daar studeerde hij rechten aan de Vrije Universiteit Amsterdam waar hij in 1960 zijn doctoraalexamen deed. In maart 1964 volgde zijn benoeming tot burgemeester van Almkerk. Vervolgens was hij van 1969 tot 1989 burgemeester van Hardenberg. Meteen daarna, van 1 oktober 1989 tot 16 december 1989, was Van Splunder waarnemend burgemeester van de gemeente IJsselmuiden. Verder is hij ook nog waarnemend burgemeester geweest in de gemeenten Ruinerwold (1989-1991), Hellendoorn (1994) en Coevorden (1997-1998). In 1997, op 72-jarige leeftijd, promoveerde hij in de rechten.

## Persoonlijk
Leendert Antonie van Splunder huwde op 23 maart 1949 met J.M.C. de Zeeuw. 
In 1984 werd hij benoemd tot Officier in de Orde van Oranje Nassau. Verder was hij ere-burger der gemeente Hardenberg.